# 前川ほまれ
前川 ほまれ（まえかわ ほまれ、1986年 - ）は、日本の小説家。宮城県生まれ。

## 経歴
2017年、看護師として勤めながら執筆した「跡を消す」で第7回ポプラ社小説新人賞を受賞してデビュー。2020年、『シークレット・ペイン 夜去医療刑務所・南病舎』で第22回大藪春彦賞候補。2023年、『藍色時刻の君たちは』で第14回山田風太郎賞を受賞する。

## 作品リスト

### 単行本
- 『跡を消す 特殊清掃専門会社デッドモーニング』（ポプラ社、2018年7月 / ポプラ文庫、2020年8月）
- 『シークレット・ペイン 夜去医療刑務所・南病舎』（ポプラ社、2019年9月 / ポプラ文庫、2021年9月）
- 『セゾン・サンカンシオン』（ポプラ社、2021年4月 / ポプラ文庫、2023年7月）
- 『藍色時刻の君たちは』（東京創元社、2023年7月）
- 『臨床のスピカ』（U-NEXT、2024年8月）

### アンソロジー収録
- 「インドカレーママレード」 - 『明日町こんぺいとう商店街 心においしい七つの物語』（寺地はるなほか、ポプラ文庫、2020年3月）
  - 初出:『asta*』2018年12月号
- 「チャーハンとレモンサワー」 - 『夜更けのおつまみ』（東山彰良ほか、ポプラ文庫、2020年3月）
  - 初出:『asta*』2018年10月号
- 「カエル」 - 『Story for you』（講談社編、講談社、2021年3月）
  - 初出:「tree」2020年7月3日公開[3]

### 単行本未収録作品
- 「二人のエックス」（連作） - 『小説 野性時代』2023年7月号
  - 「溶ける光」 - 『小説 野性時代』特別編集 2024年冬号（2024年11月）
- 「曝す手、踏む足」 - 『小説新潮』2024年9月号